# Byadarakodigehalli, Turuvekere
Byadarakodigehalli là một làng thuộc tehsil Turuvekere, huyện Tumkur, bang Karnataka, Ấn Độ.